# Le Merveilleux pays d'Oz
Le Merveilleux pays d'Oz (The Marvelous Land of Oz) est un roman de L. Frank Baum paru en 1904. C'est la suite du Magicien d'Oz.

## Résumé
Un jeune garçon nommé Tip, qui vit sous la garde d'une sorcière nommée Mombi, fabrique un homme à tête de citrouille. Il anime un tréteau pour en faire un cheval pour l'homme à tête de citrouille. Tous deux vont chercher fortune à la cité d'Émeraude. Ils y rencontrent l'Épouvantail, qui s'est fait renverser du pouvoir par un général et son armée de jeunes filles. Ils vont au château du Bûcheron de fer blanc pour qu'ils les aident à remettre l'Épouvantail sur le trône.